# East Victoria Park
East Victoria Park är en del av en befolkad plats i Australien. Den ligger i kommunen Victoria Park och delstaten Western Australia, nära delstatshuvudstaden Perth. Antalet invånare är 8 102.
Runt East Victoria Park är det tätbefolkat, med 790 invånare per kvadratkilometer.. Närmaste större samhälle är Perth, nära East Victoria Park. 
Runt East Victoria Park är det i huvudsak tätbebyggt. Genomsnittlig årsnederbörd är 1 018 millimeter. Den regnigaste månaden är maj, med i genomsnitt 176 mm nederbörd, och den torraste är februari, med 9 mm nederbörd.